# Schultüte

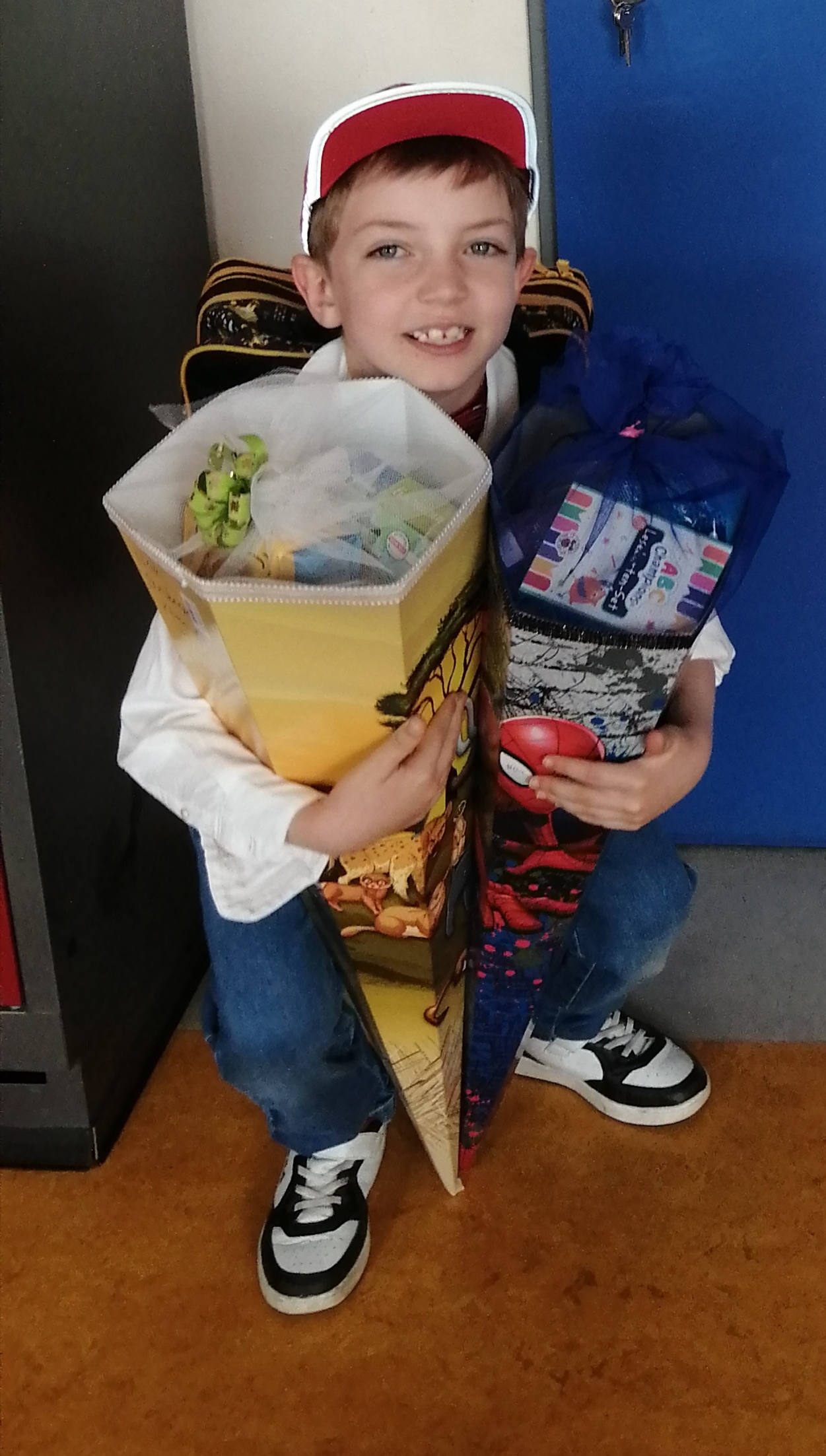
Bambino con due Zuckertüten, con l'Uomo Ragno

Schultüte o anche Zuckertüte (in polacco Tyta) è un regalo che i bambini in Germania, Austria, Polonia e Repubblica Ceca ricevono all'inizio del primo anno di scuola primaria.
Ha la forma di un cono ed è pieno di dolciumi, piccoli regalini o articoli di cancelleria. L'usanza di fare un regalo agli alunni della prima elementare è nata all'inizio del XIX secolo in Germania, più precisamente in Sassonia e Turingia.

## Storia
Le prime testimonianze dell'usanza di regalare un cono di dolciumi ai bambini all'inizio della scuola è originano dalla Sachsen e dalla Thüringen. Il primo riferimento proviene dall'autobiografia del figlio del pastore Karl Gottlieb Bretschneider, che iniziò la scuola a Gersdorf vicino a Hohenstein-Ernstthal in Sassonia nel 1781 o 1782; scrisse di aver ricevuto una Zückertüte (letteralmente cono di zucchero) dal maestro.
La prima testimonianza di uso esteso proviene da Jena dove nel 1817, i bambini ricevevano piccoli coni di carta contenenti dei biscotti. I coni venivano consegnati oppure erano appesi ad un albero nel giardino della scuola e ogni bambino ne poteva "cogliere" uno.
L'usanza di regalare coni di dolciumi si diffuse poi in Turingia, Sassonia, Slesia e Boemia e solo occasionalmente se ne trovano in altre aree della Germania prima del 1910.
Lo scrittore Erich Kästner nei suoi ricordi d'infanzia Als ich ein kleiner Junge war descrive il suo primo giorno di scuola nel 1906 a Dresda e la sua "Zuckertüte con il fiocco di seta." Quando volle mostrare la borsa a un vicino, la lasciò cadere e il contenuto cadde a terra: "[Egli] era immerso fino alle caviglie in caramelle, cioccolatini, datteri, coniglietti pasquali, fichi, arance, crostate, cialde e dorate, scarafaggi."

## Forme
Dopo la divisione della Germania nella DDR si affermarono i contenitori esagonali lunghi 85 cm, mentre in Occidente si preferirono i tradizionali contenitori conici (di solito lunghi 70 cm).
I contenitori sono solitamente pieni di dolciumi e piccoli regali come pastelli o altro materiale scolastico. Il nome originario Zückertüte è un arcaismo e in uso in alcune regioni della Germania, il termine consolidato in epoche moderne è Schultüte.
Se i coni scolastici non vengono realizzati dai genitori, vengono acquistati già pronti o realizzati dai bambini stessi alla scuola dell'infanzia.
In alternativa al noto cono di zucchero, nel comune di Vogtei in Turingia dal XIX secolo vengono prodotte delle scatole di balsa decorate con immagini e scritte che vengono regalate agli inizi della scuola. L'usanza risale probabilmente alla produzione di scatole di corteccia d'albero per il trasporto di piccole merci.

## Galleria d'immagini

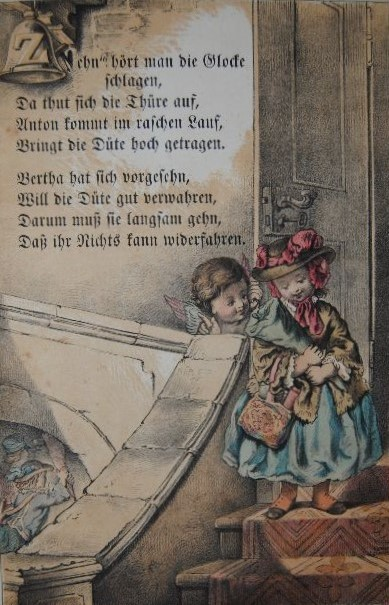
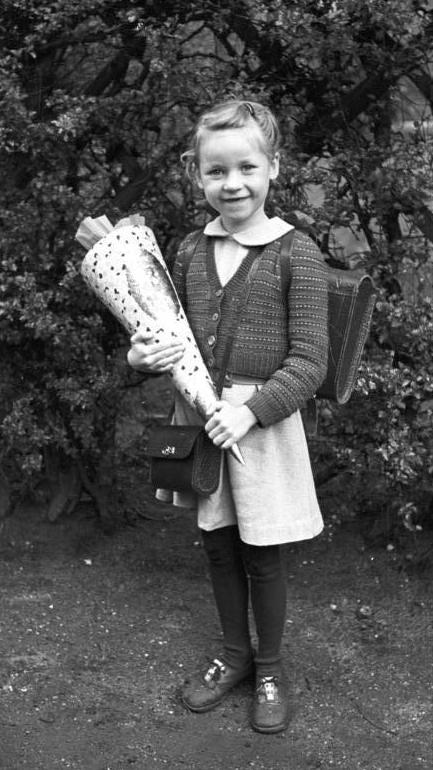
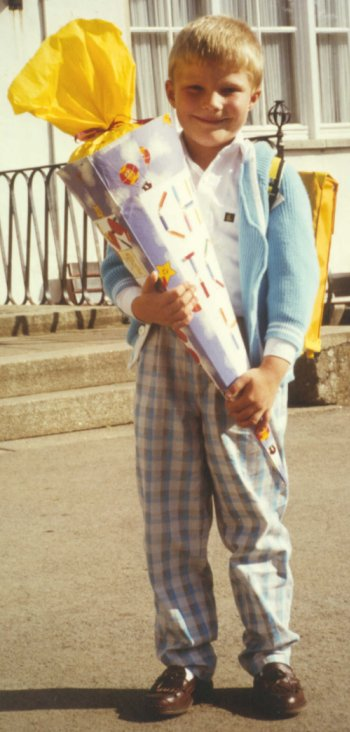